# Nordbukta
Die Nordbukta (norwegisch für Nordbucht) ist eine Bucht auf der Nordseite der Insel Padda in der Lützow-Holm-Bucht an der Prinz-Harald-Küste des ostantarktischen Königin-Maud-Lands.
Norwegische Kartographen, die sie auch deskriptiv nach ihrer geographischen Position benannten, kartierten sie anhand von Luftaufnahmen der Lars-Christensen-Expedition 1936/37.